# بلدية جاكارياسانغا
بلدية جاكارياسانغا هي بلدية في البرازيل، تتبع بارا، بلغ عدد سكانها 8٫852  نسمة، في 2016، تبلغ مساحتها 53٬303٫089 كيلومتر مربع.